# Második Orbán-kormány
A második Orbán-kormány (önelnevezése szerint a Nemzeti Együttműködés Kormánya vagy a Nemzeti Összetartozás Kormánya) az 1989. október 23-án kikiáltott Magyar Köztársaság 10., az 1990-es rendszerváltás utáni 9. magyar kormánya. 2010. május 29-én az Országgyűlés 261 igen és 107 nem szavazat mellett elfogadta a Fidesz–KDNP kormányprogramját és miniszterelnökké választotta Orbán Viktort. A második Orbán-kormány a rendszerváltozás óta eltelt időszak legkevesebb miniszterrel dolgozó kabinetje. Politikájukat összefoglalóan a „Nemzeti Együttműködés Rendszere” névvel illetik.
2011 első felében a második Orbán-kormány irányításával Magyarország látta el az Európai Unió egyik csúcsszervének, az Európai Unió Tanácsának a soros elnöki feladatait.
A második Orbán-kormányt a harmadik Orbán-kormány követte, mely 2014. június 6-án lépett hivatalba, addig május 9-től még a második Orbán-kormány tagjai vezették a minisztériumokat.

## Kormányzati szerkezet

### A kormány tagjai
| Név | Név | Hivatal kezdete    | Hivatal vége       | Párt         | Párt | Megjegyzés   |
| --- | --- | ------------------ | ------------------ | ------------ | ---- | ------------ |
|     | Miniszterelnök |                    |                    |              |      |              |
|     | Orbán Viktor | 2010. május 29.    | 2014. május 10.    | Fidesz       |      |              |
|     | Miniszterelnök-helyettes, nemzetpolitikáért felelős tárca nélküli miniszter                                                                 |                    |                    |              |      |              |
|     | Semjén Zsolt | 2010. május 29.    | 2014. június 6.    | KDNP         |      |              |
|     | Miniszterelnök-helyettes, közigazgatási és igazságügyi miniszter                                                                            |                    |                    |              |      |              |
|     | Navracsics Tibor | 2010. május 29.    | 2014. június 6.    | Fidesz       |      |              |
|     | Belügyminiszter |                    |                    |              |      |              |
|     | Pintér Sándor | 2010. május 29.    | 2014. június 6.    | pártonkívüli |      |              |
|     | Külügyminiszter |                    |                    |              |      |              |
|     | Martonyi János | 2010. május 29.    | 2014. június 6.    | Fidesz       |      |              |
|     | Nemzetgazdasági miniszter |                    |                    |              |      |              |
|     | Matolcsy György | 2010. május 29.    | 2013. március 3.   | Fidesz       |      |              |
|     | Varga Mihály | 2013. március 7.   | 2014. június 6.    | Fidesz       |      |              |
|     | Emberi erőforrások minisztere (2010. május 29-től 2012. május 13-ig nemzeti erőforrás miniszter)                                            |                    |                    |              |      |              |
|     | Réthelyi Miklós | 2010. május 29.    | 2012. május 13.    | pártonkívüli |      |              |
|     | Balog Zoltán | 2012. május 14.    | 2014. június 6.    | Fidesz       |      |              |
|     | Nemzeti fejlesztési miniszter |                    |                    |              |      |              |
|     | Fellegi Tamás | 2010. május 29.    | 2011. december 14. | pártonkívüli |      |              |
|     | Navracsics Tibor | 2011. december 14. | 2011. december 23. | Fidesz       |      | ideiglenesen |
|     | Németh Lászlóné | 2011. december 23. | 2014. június 6.    | pártonkívüli |      |              |
|     | Vidékfejlesztési miniszter |                    |                    |              |      |              |
|     | Fazekas Sándor | 2010. május 29.    | 2014. június 6.    | Fidesz       |      |              |
|     | Honvédelmi miniszter |                    |                    |              |      |              |
|     | Hende Csaba | 2010. május 29.    | 2014. június 6.    | Fidesz       |      |              |
|     | Egyes nemzetközi pénzügyi szervezetekkel való kapcsolattartásért felelős tárca nélküli miniszter (2011. december 15-től 2013. március 6-ig) |                    |                    |              |      |              |
|     | Fellegi Tamás | 2011. december 15. | 2012.június 2.     | pártonkívüli |      |              |
|     | Varga Mihály | 2012. június 2.    | 2013. március 6.   | Fidesz       |      |              |

A Miniszterelnökség vezetője államtitkári rangban Varga Mihály (Fidesz), a miniszterelnöki szóvivő Szijjártó Péter (Fidesz). A kormányszóvivő 2010 szeptemberéig Nagy Anna, akit július 1-jétől fizetés nélküli szabadsága idején Kovács Zoltán kormányzati kommunikációért felelős államtitkár helyettesített. 2011. szeptember 14-étől Giró-Szász András látta el a Miniszterelnökség szervezetén belül a kormányszóvivői feladatokat.

### Irányítás
A Fidesz a korábbi kabinetelvű struktúra helyett egy hierarchikus, négyszintű kormányzati rendszert alakított ki.
|                                 |                                  |                                        |                                                         | Orbán Viktor miniszterelnök                |                                               |                                           |                                  |                         |
|                                 |                                  |                                        |                                                         |                                            |                                               |                                           |                                  |                         |
|                                 |                                  |                                        | Lázár János kabinetvezető                               | Navracsics Tibor miniszterelnök-helyettes  | Semjén Zsolt miniszterelnök- helyettes        | Giró-Szász András szóvivő                 |                                  |                         |
|                                 |                                  |                                        |                                                         |                                            |                                               |                                           |                                  |                         |
| Pintér Sándor belügy- miniszter | Martonyi János külügy- miniszter | Varga Mihály nemzetgazdasági miniszter | Navracsics Tibor közigazgatási és igazságügyi miniszter | Balog Zoltán emberi erőforrások minisztere | Németh Lászlóné nemzeti fejlesztési miniszter | Fazekas Sándor vidékfejlesztési miniszter | Hende Csaba honvédelmi miniszter | tárca nélküli miniszter |

Navracsics Tibor miniszterelnök-helyettes a kormányüléseket vezeti, és utasíthatja majd az egyes minisztereket, Orbán Viktor pedig az általános politikai irányokat határozza meg.

### Államtitkárok
Az új kormányban a korábbi időszakhoz képest megnőtt az államtitkárok súlya. A kormány visszaállította a minisztériumok törvényes működését felügyelő közigazgatási államtitkári tisztséget, emellett az egyes tárcáknál parlamenti és szakpolitikai területet irányító államtitkárok is lettek. A több külföldi modell elemeit ötvöző rendszerben sok államtitkár pozíciója akár „junior miniszterként” is értelmezhető. A kormány felállásakor – Varga Mihállyal együtt – összesen 42 államtitkárt neveztek ki. 2011. február 1-jén egy államtitkárral bővült a Nemzetgazdasági Minisztérium, amikor kinevezték Szatmáry Kristófot belgazdasági államtitkárnak, aki később gazdaságszabályozási államtitkár lett, átvéve a külgazdasági feladatokat is. 2011 szeptemberében a Nemzeti Fejlesztési Minisztérium szerkezeti átalakítása miatt, Nyitrai Zsolt távozásával az Infokommunikációért felelős Államtitkárság vezető nélkül maradt, Halasi Tibor vagyonpolitikáért felelős államtitkár pedig 2011. szeptember 25-i hatállyal távozott a tárcától.
Kármán András 2011. október 31-i hatállyal lemondott adó- és pénzügyekért felelős államtitkári pozíciójáról és helyét az Államadósság Kezelő Központ addigi vezetője, Pleschinger Gyula vette át.
Gál András Leventét, a Közigazgatási és Igazságügyi Minisztérium közigazgatási államtitkárát a miniszterelnök 2011. november 30-i hatállyal a Jó Állam elnevezésű közigazgatás-fejlesztési koncepcióval kapcsolatos feladatok összehangolásáért felelős kormánybiztosnak nevezte ki, amellyel egyúttal megvált államtitkári pozíciójától is. Helyére államtitkári kabinetfőnöke, Biró Marcell került.
Bencsik János 2011. december 2-án jelentette be lemondását energetikáért felelős államtitkári posztjáról, 2011. december 31-i hatállyal távozott. Helyét addigi helyettes államtitkára, Kovács Pál vette át. A NFM addigi közigazgatási államtitkárát, Vízkelety Mariannt a miniszterelnök 2012. június 27-ével felkérte a Központi Statisztikai Hivatal elnökhelyettesének. Helyét a Vidékfejlesztési Minisztérium közigazgatási államtitkára, Farkas Imre vette át. Farkast a VM-ben Poprády Géza követte a közigazgatási államtitkári pozícióban. A több mint egy évig betöltetlen infokommunikációért felelős államtitkári pozíciót Vályi-Nagy Vilmos, addigi kormányzati informatikáért felelős helyettes államtitkár töltötte be 2012. november 15-i hatállyal.
Balog Zoltán 2012. május 14-i miniszteri kinevezését követően a Közigazgatási és Igazságügyi Minisztérium két szakterülete (társadalmi felzárkózás, egyház- és civilügy) az Emberi Erőforrások Minisztériumához került. Az új miniszter egyik első személyzeti lépése Szőcs Géza kultúráért felelős államtitkár leváltása volt, akit ezen a poszton az Országgyűlés Kulturális és sajtóbizottságának elnöke, L. Simon László követett. Az egyházügyi államtitkár, Szászfalvi László távozott államtitkári pozíciójából, helyét némi kivárással Hölvényi György vette át. A Társadalmi Felzárkózásért felelős Államtitkárság irányítását Balog Zoltán miniszterként saját hatáskörébe vonta, a sportért felelős államtitkár Czene Attilát pedig a Honvédelmi Minisztérium államtitkára, Simicskó István követte 2012 októberében.
Balog a minisztérium átfogó átalakítására 2013 februárjában kerített sort. Ennek során kettéválasztotta az Oktatásért felelős Államtitkárságot és egy köznevelésért illetve egy felsőoktatásért felelős területet alakított ki. Az előbbi vezetését továbbra is Hoffmann Rózsa látta el, míg a felsőoktatási államtitkár az ELTE egykori rektora, Klinghammer István lett.
A miniszter személyes okokra hivatkozva leváltotta a korábban Szőcs Gézát váltó L. Simont és helyére addigi parlamenti államtitkárát, Halász Jánost nevezte ki. A megüresedett parlamenti államtitkári helyre Doncsev András, az EMMI korábbi sajtófőnöke került. Balog az addig miniszteri hatáskörbe rendelt Felzárkózásért felelős Államtitkárság vezetését Kovács Zoltánra a KIM-ből érkező társadalmi kapcsolatokért felelős államtitkárra bízta. Helyét a KIM-ben 2013. február 28-ával Balatoni Monika töltötte be.

### A 2013. május végi hivatali struktúra
| Minisztérium                              | Szakterület                                                           | Államtitkár         | Közigazgatási államtitkár | Parlamenti államtitkár |
| ----------------------------------------- | --------------------------------------------------------------------- | ------------------- | ------------------------- | ---------------------- |
| Belügyminisztérium                        | Önkormányzatok                                                        | Tállai András       | Felkai László             | Kontrát Károly         |
| Külügyminisztérium                        | Európai ügyek                                                         | Győri Enikő         | Bába Iván                 | Németh Zsolt           |
| Nemzetgazdasági Minisztérium              | Gazdaságszabályozás                                                   | Szatmáry Kristóf    | Gondos Judit              | Cséfalvay Zoltán       |
| Nemzetgazdasági Minisztérium              | Gazdasági stratégia                                                   | Cséfalvay Zoltán    | Gondos Judit              | Cséfalvay Zoltán       |
| Nemzetgazdasági Minisztérium              | Foglalkoztatáspolitika                                                | Czomba Sándor       | Gondos Judit              | Cséfalvay Zoltán       |
| Nemzetgazdasági Minisztérium              | Tervkoordináció                                                       | Komoróczki István   | Gondos Judit              | Cséfalvay Zoltán       |
| Nemzetgazdasági Minisztérium              | Adó- és pénzügyi szabályozás                                          | Orbán Gábor         | Gondos Judit              | Cséfalvay Zoltán       |
| Nemzetgazdasági Minisztérium              | Költségvetés                                                          | Naszvadi György     | Gondos Judit              | Cséfalvay Zoltán       |
| Közigazgatási és Igazságügyi Minisztérium | Társadalmi kapcsolatok                                                | Balatoni Mónika     | Biró Marcell              | Rétvári Bence          |
| Közigazgatási és Igazságügyi Minisztérium | Igazságügy                                                            | Répássy Róbert      | Biró Marcell              | Rétvári Bence          |
| Közigazgatási és Igazságügyi Minisztérium | Területi államigazgatás                                               | Szabó Erika         | Biró Marcell              | Rétvári Bence          |
| Emberi Erőforrások Minisztériuma          | Sport                                                                 | Simicskó István     | Lengyel Györgyi           | Doncsev András         |
| Emberi Erőforrások Minisztériuma          | Köznevelés                                                            | Hoffmann Rózsa      | Lengyel Györgyi           | Doncsev András         |
| Emberi Erőforrások Minisztériuma          | Felsőoktatás                                                          | Klinghammer István  | Lengyel Györgyi           | Doncsev András         |
| Emberi Erőforrások Minisztériuma          | Szociálpolitika                                                       | Soltész Miklós      | Lengyel Györgyi           | Doncsev András         |
| Emberi Erőforrások Minisztériuma          | Társadalmi felzárkózás                                                | Kovács Zoltán       | Lengyel Györgyi           | Doncsev András         |
| Emberi Erőforrások Minisztériuma          | Egyházügy, civil és nemzetiségi ügyek                                 | Hölvényi György     | Lengyel Györgyi           | Doncsev András         |
| Emberi Erőforrások Minisztériuma          | Egészségügy                                                           | Szócska Miklós      | Lengyel Györgyi           | Doncsev András         |
| Emberi Erőforrások Minisztériuma          | Kultúra                                                               | Halász János        | Lengyel Györgyi           | Doncsev András         |
| Nemzeti Fejlesztési Minisztérium          | Vagyonpolitika                                                        | Hegmanné Nemes Sára | Farkas Imre               | Fónagy János           |
| Nemzeti Fejlesztési Minisztérium          | Energiaügyi és klímapolitikai                                         | Kovács Pál          | Farkas Imre               | Fónagy János           |
| Nemzeti Fejlesztési Minisztérium          | Infokommunikáció                                                      | Vályi-Nagy Vilmos   | Farkas Imre               | Fónagy János           |
| Nemzeti Fejlesztési Minisztérium          | Infrastruktúra                                                        | Völner Pál          | Farkas Imre               | Fónagy János           |
| Vidékfejlesztési Minisztérium             | Mezőgazdaság                                                          | Czerván György      | Poprády Géza              | Budai Gyula            |
| Vidékfejlesztési Minisztérium             | Környezet- és természetvédelem, vízügy                                | Illés Zoltán        | Poprády Géza              | Budai Gyula            |
| Vidékfejlesztési Minisztérium             | Élelmiszerbiztonság, élelmiszerlánc-felügyelet és agrár-szakigazgatás | Kardeván Endre      | Poprády Géza              | Budai Gyula            |
| Vidékfejlesztési Minisztérium             | Vidékfejlesztés és az európai uniós ügyek                             | V. Németh Zsolt     | Poprády Géza              | Budai Gyula            |
| Honvédelmi Minisztérium                   |                                                                       |                     | Dankó István              | Vargha Tamás           |

## Lakossági várakozások
A Századvég közvéleménykutató cég 2010. június 6-án publikált felmérése szerint a közvélemény komoly változásokat vár az új kormánytól. A válaszadók 79 százaléka szerint „a választás eredményei új reményt adnak az országnak”, több mint 70 százalékuk szerint pedig „Magyarország helyzetének javítása érdekében gyors gazdasági lépésekre van szükség.”

## Főbb intézkedések

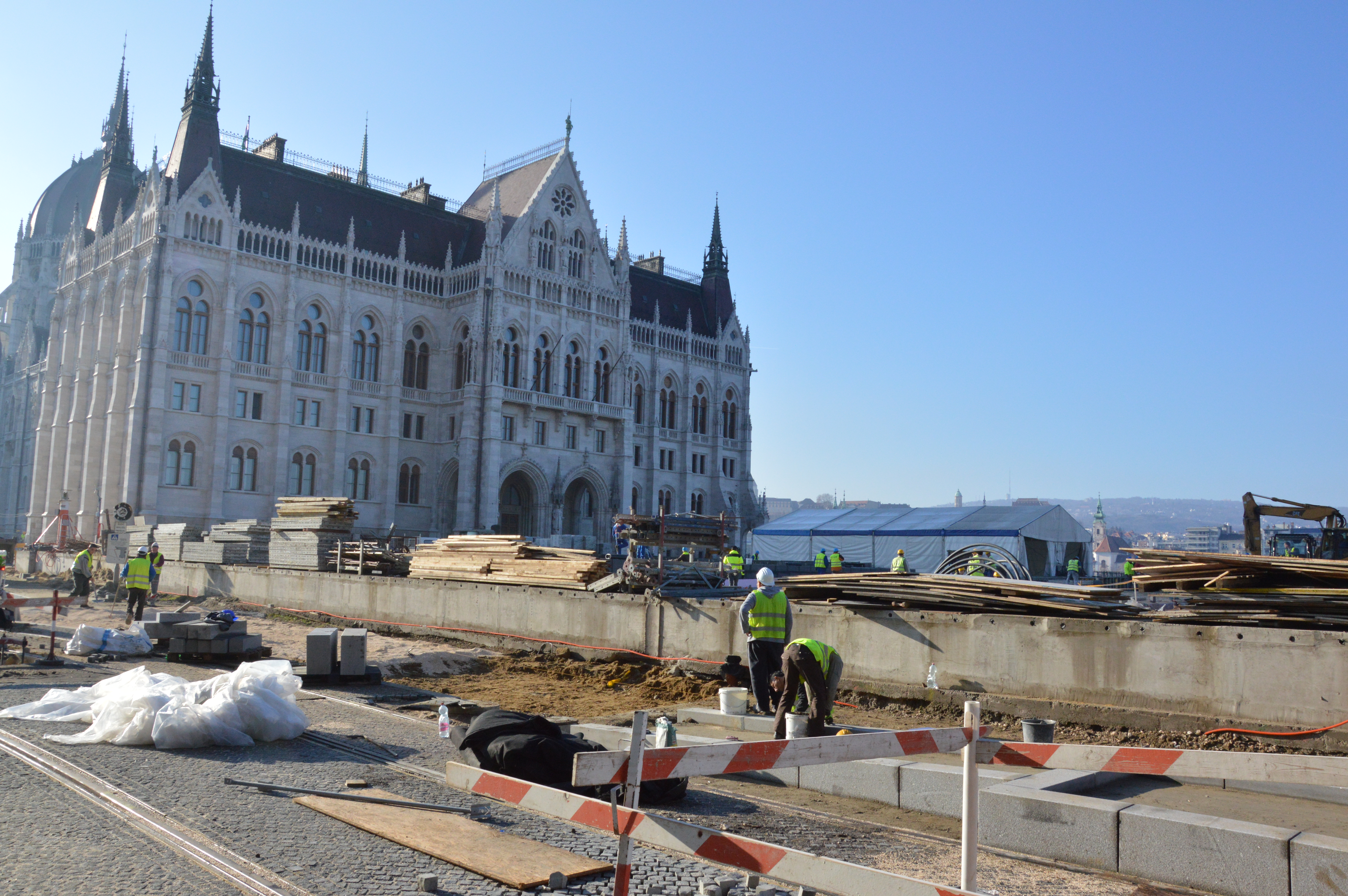
A 2012–2014 között zajló „Steindl Imre Program” keretében felújították a budapesti Kossuth teret

Közvetlenül a kormány beiktatását követően Kósa Lajos, a kormánypárt alelnöke bejelentette, hogy csekély esély van a magyar államcsőd elkerülésére, később a miniszterelnök szóvivője is megerősítette, hogy nem túlzás ilyesmiről beszélni. A bejelentések alaposan felkavarták a pénzpiacokat. Az alelnök szavainak hatására a forint árfolyama jelentősen csökkent, a tőzsdeindex pedig legalább 6%-kal csökkent. AZ elemzők többnyire kritizálták a kijelentést. Az UBS Bank szakértője úgy fogalmazott, hogy a görög válságra vonatkozó utalások egyértelműen aggodalmat keltettek a piacokon. Egy másik elemző pedig így vélekedett: „Az elhangzott mondatok nemcsak az aggodalmakra világítanak rá, hanem arra is, hogy a kabinet nincs igazán tisztában azzal, hogyan is működnek a pénzpiacok.” Később Varga Mihály, a 2010-es költségvetés helyzetét vizsgáló bizottság vezetője megerősítette, hogy túlzás volt és nem volt szerencsés a csődhelyzet emlegetése. Ezt követően 2010 szeptemberében már Matolcsy György nemzetgazdasági miniszter is pozitívan nyilatkozott a megelőző Bajnai-kormány gazdaságpolitikájáról, habár egyes fideszes képviselők nem értettek egyet ezzel az értékeléssel.
2010. június 10-én Orbán Viktor miniszterelnök ismertette a kormány 29 pontos gazdasági akciótervét a gazdaság talpra állítására. Oszkó Péter, az előző kormány pénzügyminisztere szerint az új kormányfő az akcióterv bejelentésével végre megnyugtatta a pénzpiacokat. Az akcióterv banki különadó bevezetését is tartalmazta.
2010 júliusában a kormány határozatot hozott arról, hogy az állami közintézményekben jól látható helyre ki kell függeszteni a parlament által elfogadott „Nemzeti Együttműködés Nyilatkozatát”. A nyilatkozat többek között kimondja: „Legyen béke, szabadság és egyetértés. A magyar nemzet 2010 tavaszán újra összegyűjtötte életerejét, és a szavazófülkékben sikeres forradalmat vitt véghez. Az Országgyűlés kinyilvánítja, hogy ezt az alkotmányos keretek között megvívott forradalmat elismeri és tiszteletben tartja. Az Országgyűlés kinyilvánítja, hogy az áprilisi választásokon új társadalmi szerződés született, amellyel a magyarok egy új rendszer, a Nemzeti Együttműködés Rendszerének megalapításáról döntöttek.” Az ellenzék tiltakozását fejezte ki, szerintük a kormány rendelete, a Rákosi-, illetve a Horthy-korszakra emlékeztet.
2010. július 20-án Orbán Viktor és Iveta Radičová szlovák miniszterelnök budapesti találkozóját követően Iveta Radičová kijelentette, hogy „nagyon közvetlen, nyílt, barátságos és nagyon konstruktív megbeszélés volt”.
Az országgyűlés által 2010 júliusában elfogadott, október 1-jén hatályba lépett törvény január 1-jétől visszamenőlegesen 98%-os adóterhet állapított meg minden állami forrásból származó, munkavégzésre irányuló jogviszony megszűnésével összefüggésben szerzett jövedelem kétmillió forint feletti része után. A törvényt október 26-án az Alkotmánybíróság egyhangúlag alkotmányellenesnek minősítette. Válaszul a Fidesz részéről Lázár János frakcióvezető olyan javaslatot nyújtott be, ami az Alkotmánybíróság hatáskörét úgy csökkentené, hogy a 98%-os különadót kivonja ítélkezésének hatálya alól. Bár az ellenzéken kívül a társadalom több szereplője tiltakozott az Alkotmány a törvényhez igazítása, az eseti jogalkotás ellen, Orbán keményen kiállt az Alkotmány módosítása mellett. A változtatásokat november 16-án fogadta el az országgyűlés, az alkotmánymódosítás esetében név szerinti szavazással.
2010 októberében a parlament a "bankadó" után újabb "különadók" bevezetéséről döntött. A már 2010-től életbe lépő új adónemek a távközlési, és az energetikai szektort és a kereskedelmi áruházláncokat érintették 3 éves időtartamra; az energetikai ágazat kiemelt súllyal szerepel a válságadók között. Később, 2010. december 15-én tizenhárom jelentős európai nagyvállalat az Európai Bizottságtól kérte, hogy szankcionálja Magyarországot az uniós szabályok megsértése, a külföldi vállalatok diszkriminációja miatt.
A 2010. október 4-én bekövetkezett ajkai vörösiszap-katasztrófa után gyors ütemben elfogadták a honvédelmi törvény azon módosítását (a sajtóban lex Mal-nak becézett törvényt), amely lehetővé teszi, hogy katasztrófahelyzetekben az állam átvehesse a magáncégek irányítását; az első ilyen a Mal Zrt.
2011. január elsején új adójogszabályok léptek életbe. Ezek alapján  a személyi jövedelemadó egykulcsossá vált (mértéke 16%), és visszakerült az adórendszerbe a családi adókedvezmény is. Ennek keretében a gyermekes családok adókedvezményt kaphatnak. Emelkedtek a járulékok és a minimálbér bruttó összege is, a nettó bért tekintve pedig nem történt változás.
2012. január elsején életbe lépett Magyarország új alkotmánya, alaptörvénye. Az ellenzék egy része nem vett tiltakozásul részt az alkotmányozási folyamatban. A törvényt elfogadása óta sok esetben módosították.
A kormány többféleképpen próbált segíteni a devizahitel-károsultakon: rögzített árfolyamon fizethették vissza néhány év alatt a törlesztőrészleteket, illetve lehetőséget kaptak arra is, hogy az érvényben lévőnél lényegesen alacsonyabb árfolyamon váltsák ki hitelüket. Akiknek erre nincs lehetőségük, azoktól az állam veszi meg a zálog alatt lévő ingatlant, hogy utána azt alacsonyabb áron visszabérelhessék.
2013-ban a kormány közel 30%-os rezsicsökkentést hajtott végre. Ennek első lépéseként 2013. január elsejével a gáz, a villamos áram és a távhőszolgáltatás ára 10%-kal csökkent. Ezt követően, még az év novemberében további 11,1%-kal csökkentették a rezsiköltségeket. 2014-ben pedig megtörtént a harmadik vágás is: áprilisban a gáz ára 6,5%-kal, az áramé szeptembertől 5,7%-kal, míg a távfűtés költsége újabb 3,3%-kal mérséklődött. Ezen kívül még 2013-ban 10%-kal csökkentek a víz-, és csatorna, valamint a szemétszállítási díjak, olcsóbb lett a szennyvízszippantás, a PB-gáz és július 1-jével a kéményseprés is.[forrás?]

## Belpolitika

### Alkotmányozás
Az alkotmányozás folyamata 2010-ben kezdődött el. Az új alkotmány koncepciójának kidolgozására a miniszterelnök hat személyt kért fel, ők: Boross Péter, Pálinkás József, Szájer József, Schöpflin György, Stumpf István és Pozsgay Imre.

#### „Nemzeti konzultációs” kérdőívek
A kormány nem írt ki népszavazást az alkotmány elfogadásáról, ehelyett ún. 12-kérdéses kérdőíveket küldött ki mintegy 8 millió választópolgárnak, melyet közel egymillióan küldtek vissza. A Szájer József és Szili Katalin által jegyzett kérdőív azzal kapcsolatban tett fel kérdéseket, hogy:
1. az új alaptörvény csak az állampolgári jogokat, vagy a kötelességeket is rögzítse-e
2. kösse-e határhoz az állami eladósodás mértékét
3. essen-e szó benne olyan "értékekről", mint a munka, az otthon, a rend, az egészség
4. mennyiben szükséges a magyarság nemzeti összetartozásának deklarálása.[39]

A HVG megbízásából készített Medián-felmérés szerint a közvélemény többsége a kérdőíveket nem tekintette valódi beleszólási lehetőségnek. Az ELTE Társadalomtudományi Karának intézetigazgatója a kérdőívet zavaros munkának nevezte, melynek összeállítása nem felel meg a szakma szabályainak; szerinte annak egyes kérdései sugalmazóak, másoknál a megfogalmazók „elfelejtették, hogy a válaszolók nem mind jogászok”. Az 1. és a 12. pontnál a kormány által sugallt válasz nagyobb betűvel volt szedve.[forrás?]
2011. szeptember 12-től Nyitrai Zsolt miniszterelnöki biztos felügyelte a kormányzati konzultációkkal kapcsolatos feladatokat a Miniszterelnökségen belül.

#### Elfogadása
A kormányzó pártok 2011. március 14-én nyújtották be a tervezetét az Országgyűlésnek, a javaslat parlamenti vitája március 22-én kezdődött.
A Magyar Köztársaság alkotmányát felváltó, az utolsó pillanatig többször módosított verziót (a végszavazás előtt még 15 módosító indítványt nyújtottak be hozzá, köztük voltak apró javítások, de érdemi javaslatok is)
„Magyarország Alaptörvényét” az Országgyűlés április 18-án fogadta el, a kormánypárti frakciók és a független Pősze Lajos szavazatával; a független Ivády Gábor és Szili Katalin, valamint a Jobbik nemmel szavazott („Áruló nem leszek!” transzparenst tartva a magasba), Molnár Oszkár tartózkodott. Az MSZP és az LMP bojkottálták az alkotmányozás egész folyamatát, képviselőik a szavazáson sem vettek részt. A 2012. január 1-jén életbe lépő Alaptörvényt Schmitt Pál köztársasági elnök április 25-én, húsvéthétfőn látta el kézjegyével. Az aláírást fanfárokkal és ünnepélyes őrségváltási ceremóniával köszöntötték a Szent György téren. A Magyarország Alaptörvénye címet viselő új alkotmány még aznap, a Magyar Közlöny 43. számában megjelent nyomtatásban.
19 órakor a budapesti Művészetek Palotájában és nyolc vidéki városban, valamint Kolozsváron is gálaesteket tartanak az új alkotmány tiszteletére; a kormány összesen 135 millió forint átcsoportosítását rendelte el az új alaptörvény megünneplésére és a kapcsolódó feladatokra. A törvényt az aláírás kapcsán „húsvéti alkotmánynak” is nevezik.

#### Az új alaptörvény által hozott változások
- A Magyar Köztársaság hivatalos neve Magyarország.
- Szűkültek az Alkotmánybíróság jogkörei. Az Alkotmánybíróságnál utólagos normakontrollt csak a kormány, a parlamenti képviselők negyede és az alapvető jogok biztosa kérhet, a törvények előzetes vizsgálatát viszont a parlament is indítványozhatja. Konkrét jogi érdek nélkül az állampolgárok nem kérhetik jogszabályok felülvizsgálatát, de a valódi alkotmányjogi panasz bevezetésével a testület egyedi jogvitákban is dönthet majd. Az AB 11 helyett 15 tagú lesz, a bírák mandátuma kilenc helyett tizenkét évre szól. A költségvetési és adókérdésekben még 2010-ben korlátozott jogkörét az AB akkor kapja vissza, ha az államadósság a GDP 50 százaléka alá csökken.[44]
- Ugyanakkor az Alkotmánybíróság az igazságszolgáltatás működésének legfőbb őre, alkotmányjogi panasz címén felülvizsgálhatja a rendes bíróságok alaptörvénybe ütköző ítéleteit.[46]
- Az önkormányzati választások gyakorisága az addigi négy évről öt évre változott.[44]
- A köztársaságielnök-választás legfeljebb kétfordulós lehet.[44]
- Az államfő feloszlathatja az Országgyűlést, ha annak március 31-éig nem sikerül az adott év költségvetését elfogadnia.[44]
- A legfőbb bírósági szerv a Legfelsőbb Bíróság helyett a Kúria lett, a bírák és az ügyészek szolgálati jogviszonya az általános öregségi nyugdíjkorhatár betöltésével megszűnik.[44]
- A korábbi négy ombudsmannal szemben (állampolgári jogok biztosa, adatvédelmi biztos, kisebbségi jogok biztosa, jövő nemzedékek ombudsmanja) csak egy lesz, az alapvető jogok biztosa.[44]
- Nevesítve belekerült a Makovecz Imre nevéhez kötődő Magyar Művészeti Akadémia az új Alkotmányba (az azonos funkciót ellátó Széchenyi Irodalmi és Művészeti Akadémia elnöke, Dobszay László és ügyvezető elnöke, Ferencz Győző lemondott, mivel ezt a lépést méltánytalannak tartotta).[47]
- Az új alkotmány az élet védelmét a fogantatás pillanatától garantálja (ezzel szűkíti a terhességmegszakítás lehetőségét).[48]
- A házasság intézményét mint férfi és nő közötti életközösség határozza meg (ezzel megakadályozva az egynemű párok házasságát engedélyező jogalkotást).[48]
- Rögzíti az önvédelemhez való jogot.[49]
- Bevezeti a tényleges életfogytiglani szabadságvesztést.[48]
- Az egyetemek gazdasági ügyeit tekintve szűkíti azok autonómiáját.[46]

#### „Sarkalatos törvények”
Az alaptörvény elfogadásával az alkotmányozási folyamat nem zárult le; szükségessé vált akár háromtucatnyi, az alaptörvényben úgynevezett sarkalatos jogszabályként (olyan törvények, melyek elfogadásához és módosításához a jelen lévő – tehát nem az összes – országgyűlési képviselő kétharmadának szavazata szükséges) meghatározott törvény megalkotása.
Az alaptörvény előírja, hogy mely kérdéseket kell sarkalatos törvényekben rendezni.

### A törvénykezéssel kapcsolatos kritikák
Az alkotmányozás menetét számos kritika érte.

#### Belföldi visszhang
Sólyom László korábbi államfő szerint 
 Féltette az alkotmányozás méltóságát, hozzátette ugyanakkor, hogy "ettől még Magyarország európai demokrácia marad".
Az alaptörvény elfogadása a parlamenti ellenzék egyértelmű szembenállásával valósult meg: a Jobbik a implicite "árulónak" nevezte az alaptörvény elfogadóit, az MSZP elnöke kijelentette, hogy "illegitimnek tartja a törvényt", az LMP frakcióvezetője az Alkotmány vitája során a demokrácia végét vetítette elő.
A bírák az alkotmányban szereplő kötelező nyugdíjazása kapcsán a Legfőbb Ügyészség jelezte, hogy ez működési zavarokat okozhat náluk, a bírák még a szavazás előtt nyílt levelet írtak az ügyben.
2010-ben fogalmazódott meg az az ellenzéki bírálat a kormány működésével kapcsolatban, hogy még a nagy horderejű, hosszútávú intézményátalakító döntések (pl. a kötelező magánnyugdíjpénztári rendszer megszüntetése) előkészítése is hiányos, ötletszerű, improvizatív. Jelentős ügyekben (pl. új alkotmány, ágazati alapkérdések) elmaradt vagy formálissá vált a társadalmi vita.
A kormánytöbbség a törvényhozásban is igyekezett a döntéseket felgyorsítani, a vitákat, ezzel pedig az ellenzék mozgásterét korlátozni, sőt megszüntetni. Megszaporodtak az önálló képviselői indítványok vagy képviselői módosító javaslatok formájában benyújtott kormányzati törvénytervezetek. Sokszor a zárószavazás előtt nagyon rövid idővel nyújtanak be javaslatokat. Nagy horderejű törvények esetén is „sürgősségi eljárással” szavaz az Országgyűlés, azaz a törvénytervezet benyújtásától kezdve 72 órán belül. Kövér László házelnök mindezekkel egyetértve úgy nyilatkozott, hogy a törvényekhez kötött kormányzásra már nincs szükség, s helyette egyfajta rendeleti kormányzás bevezetését javasolta.
Az általános közbeszerzési szabályok és a szakmai szervezetekkel, civilekkel történő előírt egyeztetések megkerülésére elterjedt gyakorlattá vált, hogy az adott beruházást nemzetgazdasági szempontból kiemelt üggyé nyilvánította a kormány. Így jártak el például a német megszállás áldozatainak emlékműve esetén.
A kormány sok kérdésben politikai okokból figyelmen kívül hagyta a szakmai szempontokat, sőt a kormánnyal ellentétes véleményt megfogalmazó állami szervezeteket ezért megbüntette: megszüntette őket, vezetőiket lecserélte, vagy törvénymódosítással, átszervezéssel csökkentette hatáskörüket. Ennek a politikának első áldozata a Földrajzinév-bizottság lett, de így járt a Költségvetési Tanács is. Néhány ilyen ügy után erősen megritkultak a belső szakmai ellenvélemények.
Az Egymillióan a magyar sajtószabadságért nevű Facebook-csoport, mely a médiatörvény elleni tiltakozásul alakult, március 15-ei, Erzsébet hídi tüntetésén a médiatörvény mellett az alkotmányozási folyamatot is élesen bírálta.
Április 14-én a Negyedik Köztársaság Párt tüntetését („Szellemjárás Schmitt Pálnál”) a rendőrség egy külföldi delegáció biztonságára hivatkozva nem engedélyezte.
Április 15-én Budapesten az alkotmánytervezet házasságra vonatkozó passzusa és egyéb, általuk diszkriminatívnak tartott koncepciói ellen tüntettek a magyar leszbikusok, melegek, biszexuálisok és transzneműek (LMBT) jogait képviselő civil szervezetek. Április 21-én mintegy kéttucatnyi civilszervezetet, mozgalmat képviselve 200-an tüntettek a Sándor-palota előtt, arra kérve az akkor hivatalos látogatáson éppen Prágában tartózkodó Schmitt Pált, hogy ne szignálja az új alaptörvényt.
A Civil Összefogás Fórum (CÖF) által 2012 januárjában rendezett Békemenet volt az első óriási tömegdemonstráció a második Orbán-kormány politikájának támogatására.

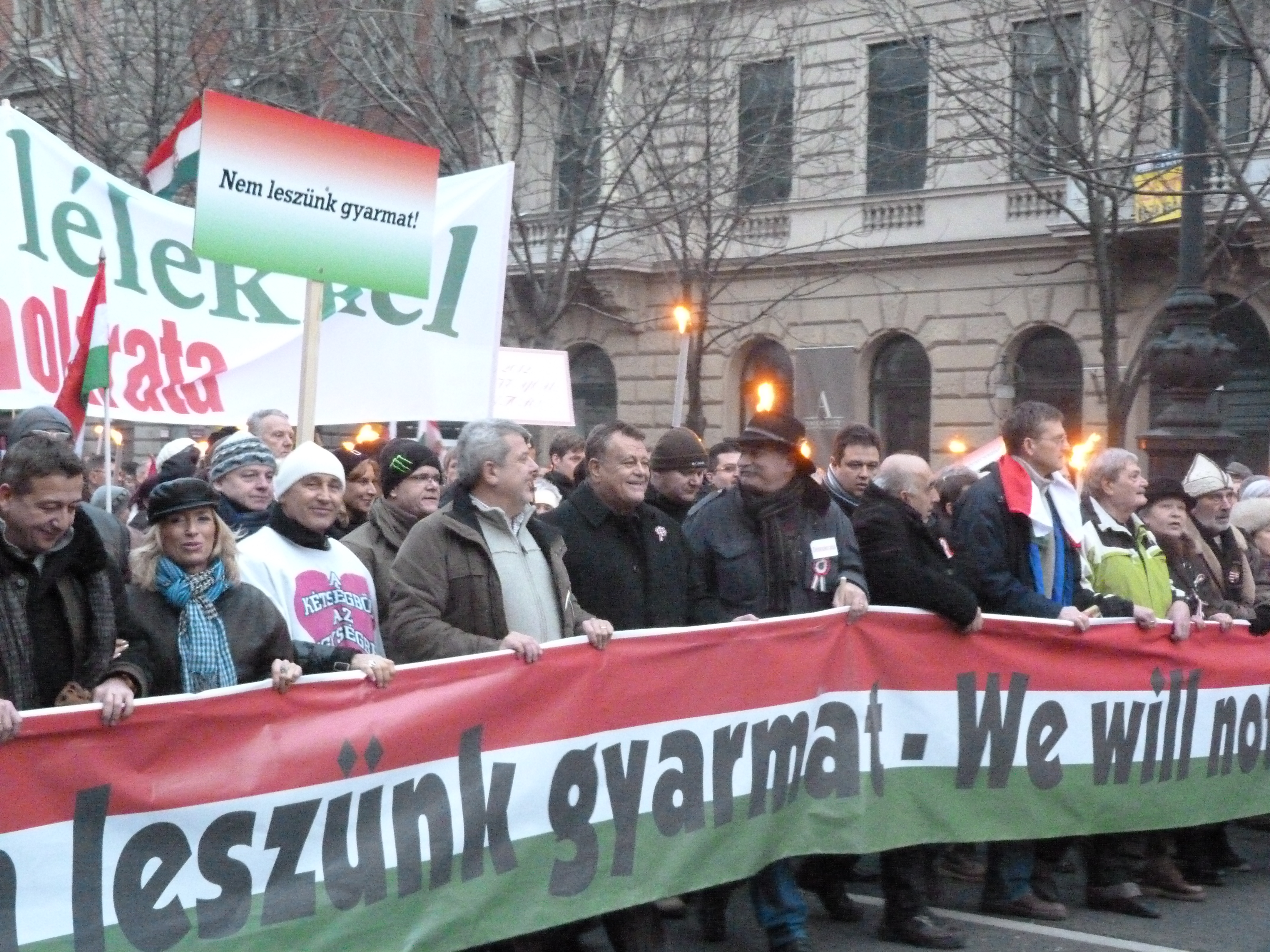
Bayer Zsolt a Békemenet egyik szervezője volt 2012-ben. Az első Békemenet a Hősök terétől az Országházig haladt 2012. január 21-én

A 2012. március 15-re szervezett második Békemeneten szintén a második Orbán-kormány politikájának támogatására vonult fel több százezer ember a budapesti Kossuth térre. Az MTI híradása szerint a Kossuth téren a nagygyűlésre mintegy 250 ezren gyűltek össze.
A 2012. október 23-án megvalósult harmadik Békemenet célja ugyancsak Orbán Viktor és a nemzeti kormány melletti szimpátia demonstrálása volt, amelyen a rendőrség becslése szerint több mint 150 ezer fő vett részt. A Széna téren összegyűlt tömeg órákon keresztül vonult Budáról Pestre, a Békemenet Kossuth téri rendezvényére kíváncsi tömeg jelentős része már a téren várakozott, amikor a menet elérte a Margit hidat. A téren és a környékén végül közel 400 ezer ember alkotta Orbán Viktor miniszterelnök ünnepi beszédének hallgatóságát.

#### Külföldi visszhang
Külföldről is kedvezőtlen vélemények érkeztek. Tizenhárom ország mintegy nyolcvan jogásza és kutatója írta alá az ezzel kapcsolatos dokumentumot. A nyilatkozat 4 pontban foglalta össze az aggályokat. Ezek röviden:
- a törvény nagyrészt eltörli az alkotmányossági felülvizsgálatot, szinte megbénítja az Alkotmánybíróságot, szabad utat ad alkotmányellenes jogszabályok megalkotására;
- az alkotmány értelmezésekor kötelezőnek nyilvánítja a preambulum és a jogilag nehezen megfogható „történeti alkotmány” vizsgálatát;
- súlyosan korlátozza a jövőbeli, kétharmados többséggel nem rendelkező kormányok mozgásterét;
- az ellenzék és a nyilvánosság megfelelő részvétele nélkül, a kormány "szeszélyéből" íródott, így legitimitási hiányosságok jellemzik.[72]

A konzervatív szellemiségű német újság, a Die Welt szerint a kormánytöbbség az alaptörvényt „alkotmányozó folyamat nélkül fogalmazta meg és fogadta el”, mely „idegen test” az európai alkotmányok családjában és Magyarországot a 11. században horgonyozza le. A szlovák független napilap, a Pravda ijesztőnek és 19. századinak nevezi az alkotmányt. A baloldali nézőpontú Guardian online kiadása mélységesen illiberálisnak nevezte; kritikája szerint az alaptörvényt az ellenőrző és ellensúlyozó tényezők „átfogó gyengítése” jellemzi, gyakorlatilag lehetetlen lesz módosítani, a Fidesz jelentős pozíciókba betonozza be kinevezettjeit, akik egy választási vereség után is folytathatják a hatalomgyakorlást (például bármilyen baloldali kormány költségvetését megvétózhatja a Fidesz kinevezettjeiből álló költségvetési tanács, és ezután a Fidesz kinevezte elnök feloszlathatja a parlamentet).

### Gazdaságpolitika intézkedések

#### A Széll Kálmán-terv
2011. március 1-jén jelentette be a kormány a gazdaság rendbe tételét célzó stabilizációs és reformprogramot, a Széll Kálmán-tervet (alcím: „Összefogás az adósság ellen").
A terv írásos változatában már elvetendő modellként említik a csak a növekedésre koncentráló programokat, a munkahelyteremtés imperatívuszát felváltja benne az adócsökkentést a feszes gazdálkodás. Az „Orbán-csomag” megszorításai elsősorban a gyógyszer-ártámogatások, a közösségi közlekedés és a foglalkoztatással kapcsolatos kiadások (pl. megszűnne a rendőröket és tűzoltókat is érintő, korkedvezményes nyugdíj) terén jelentkeznek.

##### Széll Kálmán-terv 2.0
2012 áprilisában jelentették be a Széll Kálmán-terv 2.0-t (alcím: "A következő lépés"), melyet a kormány az EU részére is elküldött. Tartalmazza Magyarország 2012. évi nemzeti reformprogramját, Magyarország 2012-2015 év közti konvergenciaprogramját, valamint a nemzeti reformprogramban és a konvergenciaprogramban ismertetett lépések elemzési és stratégiai hátterét.
A program fő egyenlegjavító intézkedései:
- Adójóváírás megszüntetése
- Cafetéria adójának 25-ről 37,5%-ra növelése
- a levont munkavállalói járulékok emelése 1,5%-kal
- áfaemelés 25%-ról 27%-ra
- baleseti adó bevezetése (ez az állami autókra nem vonatkozik)
- Az EU5 normát el nem érő cégautók adójának jelentős emelése
- népegészségügyi termékadó (chipsadó) bevezetése, emelése
- a termőföldből átminősített ingatlanok értékesítéséből származó 20% feletti többlet 48%-kal adózik
- Egyszerűsített vállalkozói adó 30%-ról 37%-ra emelése
- környezetvédelmi termékdíj bevezetése, emelése
- szeszesital jövedéki adóemelése
- dohányáruk jövedéki adóemelése
- gázolaj jövedéki adójának 13%-os emelése
- bioetanol jövedéki adójának 75%-os emelése
- autógáz jövedéki adójának 100%-os emelése
- munkanélküli járadék 9 hónapról 3 hónapra csökkentése
- gyógyszerkassza csökkentése
- a rendszeres szociális segély csökkentése
- 84 milliárd elvonás a felsőoktatástól 2010-13 közt (az egyetemek támogatása intézményfüggően 10-77%-kal csökkent)[86]
- bírósági eljárásokkal kapcsolatos illetékek drasztikus emelése
- autópálya használat 4 napról 10 napra történő emelése, áremeléssel
- banki tranzakciós díj emelése („csekkadó”)
- telekommunikációs adó
- több ezer fő elbocsátása a közszférából
- 530 milliárd Ft - eredendően magánnyugdíjpénztári vagyon - átutalása a Nyugdíjreform és Adósságcsökkentő Alapból a költségvetésnek
- a 2012-ben 57 évnél fiatalabb korkedvezményes nyugdíjasok ellátásának 16%-os SZJA-val való terhelése

#### Nyugdíjpénztári átalakítás
2010 őszétől 2011 végéig, 14 hónapon át a kormány megállítja a magánnyugdíjpénztárakba történő befizetéseket, hogy az állami nyugdíjkasszát kiegyensúlyozza, illetve fedezetet teremtsen az egykulcsos személyi jövedelemadó bevezetésére. Orbán Viktor miniszterelnök szerint azzal, hogy lehetőséget teremtenek az állami nyugdíjrendszerbe való visszalépésre, a magánnyugdíjpénztárak rövid úton ellehetetlenülnek, és Magyarország a hárompilléres nyugdíjrendszerből visszalép a kétpilléres rendszerbe. Matolcsy György 2010. november 24-én bejelentette, hogy a(z addig kötelező, azontúl önkéntes) magán-nyugdíjpénztári tagoknak 2011. január végéig el kell dönteniük, visszatérnek-e az állami nyugdíjrendszerbe; aki valamelyik magánnyugdíjpénztár tagja marad, elveszíti a jogosultságát az állami nyugdíjra, járulékot azonban változatlanul fizetnie kell. Aki 2011. január végéig személyesen nem igényli az állami nyugdíj-biztosítási igazgatási szervnél, hogy továbbra is magánpénztári tag maradhasson, automatikusan átkerül az állami nyugdíjrendszerbe, addigi befizetései pedig a Nyugdíjreform és Adósságcsökkentő Alapba kerülnek. Az átlépőknek adózniuk kell a magán-nyugdíjpénztári reálhozam után (személyi jövedelemadó alapját képező, de egyéb köztehertől mentes jövedelem). Egy neve mellőzését kérő nyugdíjszakértő szerint ezek a lépések lényegében a magánnyugdíjrendszer államosításával egyenértékűek. A 2011. február 1-jei határidőig kb. 102 ezren nyilatkoztak úgy, hogy magán-nyugdíjpénztári tagok maradnak, ez az összes tag mintegy három százaléka. A kezelt vagyon csökkenése és a szolgáltatási díjakra vonatkozó új, szigorított szabályok következtében a nyugdíjalapok száma 19-ről „öt és tíz közé (csökkenhet) […] valószínűleg közelebb (lesz) az öthöz”.

#### Kína egymilliárd eurós különhitele
2011 júniusában a kínai állami fejlesztési bank egymilliárd eurós különhitelt biztosított Magyarország számára a kölcsönös befektetések előmozdítására.

### Médiaszabályozás
2010 nyarán fogadta el az országgyűlés a médiát és a hírközlést érintő törvényeket módosító csomagot. A Nemzeti Hírközlési Hatóság helyére a Nemzeti Média- és Hírközlési Hatóság (NMHH) lép. Elnöke (első alkalommal, 2010. augusztus 11-től Szalai Annamária) miniszteri illetményre és juttatásokra jogosult, 9 évre nevezik ki és korlátlan alkalommal újra kinevezhető. Az Országos Rádió és Televízió Testület utódja az NMHH önálló szerve, a Médiatanács, melynek tagjait az országgyűlés egyetlen listán, kétharmados többséggel, szintén 9 évre választja meg. A tagokra egy bizottság tehetne javaslatot, amelybe minden parlamenti frakció egy tagot delegálna, a tagok azonban frakciójuk számának megfelelő szavazattal rendelkeznének, így érvényesül a kormánypártok kétharmados fölénye. A Médiatanács 2010. október 11-én alakult meg, elnöke a posztot az NMHH elnökeként automatikusan betöltő Szalai Annamária.
A törvénycsomag alapján a közszolgálati média, azaz a Magyar Televízió, a Duna Televízió és a Magyar Rádió közalapítványai megszűnnek, ezeket és a Magyar Távirati Irodát egyetlen testület, a 2010 őszén felálló Közszolgálati Közalapítvány felügyeli, melynek kuratóriumába 9 évre hat tagot választ a parlament, hármat-hármat ellenzéki, illetve kormánypárti javaslatra. A Médiatanács delegálja a kuratórium elnökét és még egy tagját, a kormánypárti többség így biztosított.
2010. november 2-án szavazták meg a 2011. január 1-jével életbe lépő, „médiaalkotmány” néven is nevezett új sajtótörvényt, melynek hatálya kiterjed nyomtatott és elektronikus sajtóra, illetve az internetes portálokra is. Az utólagos módosítások következtében ezentúl nemcsak a bíróságok, de a különféle hatóságok is a források felfedésére kötelezhetik az újságírót, ha „a közérdek megkívánja”. A Médiatanács hatósági felügyeletet gyakorol az országgyűlési közvetítéssel kapcsolatos szabályok felett is.
A médiaszabályozási folyamat harmadik lépéseként 2010. november 22-én terjesztették be a médiaalkotmánynak a sajtó szabadságáról és kötelezettségeiről szóló elveit kibontó, több mint 170 oldalas, „szájkosártörvény" néven elhíresült törvényjavaslatot. A 2010. évi CLXXXV. törvényt a médiaszolgáltatásokról és a tömegkommunikációról 2010. december 21-én, név szerinti szavazással, a jelenlevők közel háromnegyedének támogatásával (256 igen és 87 nem szavazattal) fogadták el.
A 2011. január 1-jén életbe lépő új szabályokkal kapcsolatban felmerülő főbb kritikák:
- Európában egyedülálló, hogy egyetlen szabályozással a sajtó valamennyi megjelenési formáját korlátozzák, tekintet nélkül arra, hogy az adott médiatartalom-szolgáltató televízió vagy éppen rádió, nyomtatott vagy elektronikus sajtó, magán-üzemeltetésű vagy közszolgálati[106]
- az NMHH nem tekinthető függetlennek, hisz négy tagját a kormányzó párt, vezetőjét a miniszterelnök delegálta előzetes konzultáció nélkül[106]
- az újonnan létrehozott NMHH súlyos bírságokról dönthet (országosan terjesztett hetilapok esetében akár 10 millió forint, a kereskedelmi televízióknál akár kétszázmillió forint) olyan, részletesen nem tisztázott fogalmak alapján, hogy a tartalom a „közérdekkel”, a „közerkölccsel” vagy a „közrenddel” megy szembe, illetve a hírközlési tartalom „kiegyensúlyozatlan”[106]
- az NMMH elnökének rendeletalkotási joga van[107]
- 2011. januártól bárki feljelenthet újságokat vagy más médiaorgánumokat a Médiahatóság elnöke által kinevezett biztosnál, miközben adatainak zárt kezelését kérheti[108]
- korlátozzák a kereskedelmi tévéhíradókban a bűnügyi hírek arányát, ezzel mintegy szerkesztőként fellépve.[109]

A sajtó szabályozását a magyar médián kívül több nemzetközi kormányközi és nem-kormányzati szervezet is kritizálta, köztük az Európai Újságíró Szövetség (EFJ), az Európai Lapkiadók Egyesülete (ENPA), a Lapok és Lapkiadók Világszövetsége (WAN-IFRA), a Freedom House és az Európai Biztonsági és Együttműködési Szervezet (EBESZ).
A Magyar Újságírók Országos Szövetsége és a Magyar Lapkiadók Egyesülete többek között a bírságok mértékét tartotta irreálisnak, a Társaság a Szabadságjogokért az egész tervezetet néhány helyen fogalomzavarosnak, a véleménynyilvánítás szabadságát és a sajtószabadságot több ponton sértőnek, alkotmányellenesnek tartja. A tervezet elleni tiltakozásként fehér címlappal jelentek meg a Magyar Narancs, a Népszava, az Élet és Irodalom és a 168 Óra című újságok.
Az Amnesty International képviselője szerint „Magyarország 2011 januárjában úgy veszi át az EU-s elnökséget, hogy közben széleskörű a hazai és a nemzetközi felháborodás, hogy ez az új törvény teljesen ellene megy az európai és a nemzetközi emberi jogi normáknak”.

### Nemzeti Információs és Bűnügyi Elemző Központ
Pintér Sándor belügyminiszter 2011. november 20-án a Nemzeti Információs és Bűnügyi Elemző Központ (NIBEK) néven létrehozandó új nemzetbiztonsági szolgálat (saját operatív munkát nem végző, központi értékelő-elemző szervezet) létrehozásáról szóló törvénytervezetet nyújtott be az Országgyűléshez. A szervezet az előterjesztés szerint kivételes hozzáférést kapna az állampolgárok adatvagyonához: valamennyi fontos állami adatkezelési rendszerből közvetlen elektronikus kapcsolat útján szerezhetne kontrollálhatatlanul információkat, melyeket korlátlan ideig megőrizhetne. A „szupertitkosszolgálatnál” dolgozókat senki sem ellenőrizné, mivel a Nemzeti Védelmi Szolgálat hatásköre nem terjed ki rájuk.
A NIBEK számára biztosított adatkezelési felhatalmazás Jóri András adatvédelmi biztos szerint is alkotmányos aggályokat vet fel.
Végül a képviselők nem szavazták meg a NIBEK létrehozásáról szóló törvényt.

## Külpolitika
A kormány intézkedéseit számos bírálat érte külföldről. Mindazonáltal 2011 első félévében Magyarország látta el az Európai Unió soros elnökségét.